# Savonnières (Kalkstein)

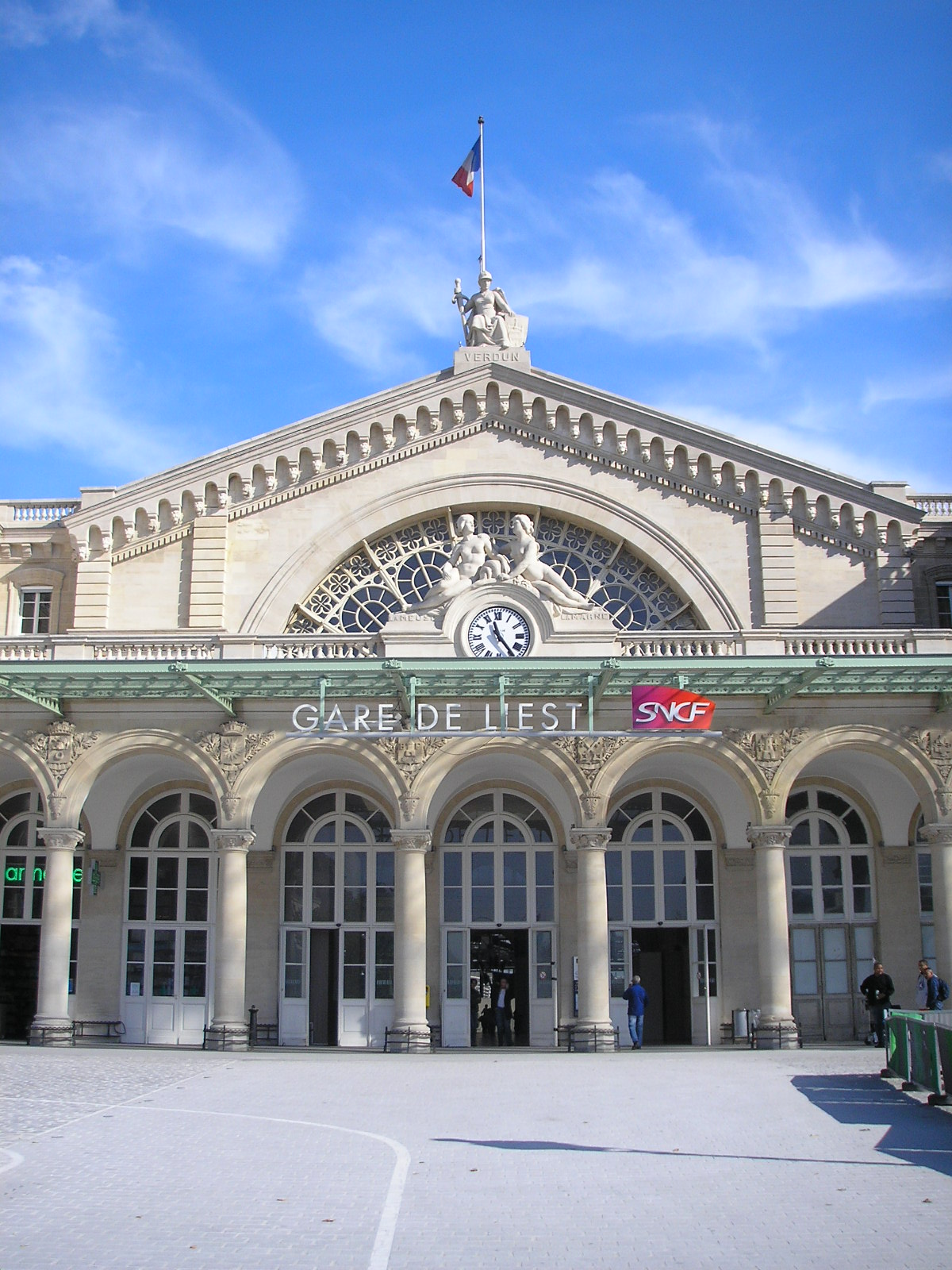
Gare de l’Est in Paris

Savonnières (französisch: Pierre de Savonnières) ist ein oberjurassischer Kalkstein aus Lothringen. Aufgrund seiner günstigen Materialeigenschaften wurde er bereits seit römischer Zeit insbesondere für die Herstellung von Skulpturen genutzt. Namensgebend für diesen Kalkstein ist der Ort Savonnières-en-Perthois östlich von Saint-Dizier.

## Entstehung und Abbau
Der meist feinkörnige, sehr homogene Kalkstein wurde während des obersten Jura, im Tithonium (150,8 bis etwa 145,5 Millionen Jahren), in einem flachen, gut durchlüfteten Meeresbereich des Pariser Beckens abgelagert. Der Savonnières wird heute in den Départements Meuse und Haute-Marne in Steinbrüchen bei Saint-Dizier, Savonnières-en-Perthois, Saint-Mihiel und Brauvilliers abgebaut. Der Kalkstein wird mitunter vom Natursteinhandel unter der Handelsbezeichnung Savonnières-Marmor angeboten. Dies ist aus petrografischen Gesichtspunkten unglücklich gewählt, da mit Marmor korrekterweise ein metamorphes Karbonatgestein bezeichnet wird.

## Gesteinsausbildung

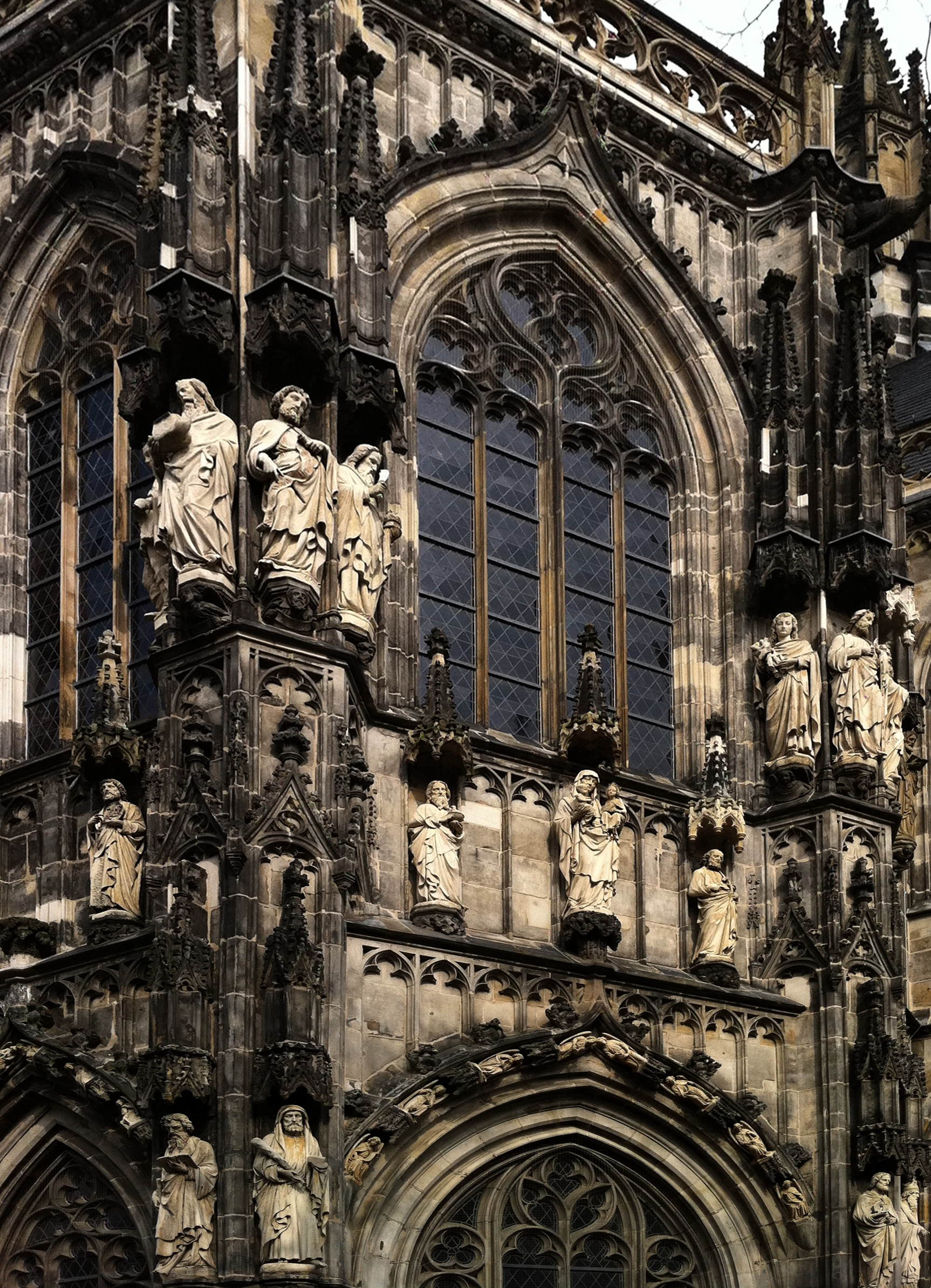
Aachener Dom: Figuren der Annakapelle aus Savonnières

Savonnières ist ein relativ leicht zu bearbeitender, heller, oolithischer Kalkstein. Er ist sehr rein und besteht aus 96–99 % Calciumcarbonat. Durch seinen oolithischen Habitus wird der Savonnières, wie auch ähnliche Werksteine aus anderen Regionen, umgangssprachlich als Schaumkalk bezeichnet. Die Ooide sind durchschnittlich 0,5 mm groß und verleihen dem Gestein ein poröses Aussehen. Partiell können dünne Lagen aus Muschelschill eingelagert sein. In Abhängigkeit vom Eisenoxidgehalt variiert die Farbe des Kalksteins von fast weiß bis ocker.
Aufgrund seiner hohen Porosität sind zahlreiche Bauwerke aus Savonnières im städtischen Umfeld von einer starken Verwitterung betroffen. Dabei können sich auf der Oberfläche von den Kalksteinen dünne Gipskrusten bilden, die zu einer Verdichtung führen und einzelne Partien von einer oberflächlichen Verkarstung betroffen sein.
Technische Kennwerte des Savonnières:
| Kennwert              | Minimum    | Maximum    |
| --------------------- | ---------- | ---------- |
| Rohdichte             | 1600 kg/m³ | 1900 kg/m³ |
| Porosität             | 22,8 %     | 40,1 %     |
| Wasseraufnahme        | 0,5 %      | 0,63 %     |
| Druckfestigkeit       | 122 kg/cm² | 243 kg/cm² |
| Schallgeschwindigkeit | 2300 m/s   | 3697 m/s   |
| Frostsicherheit       | ja         |            |

## Verwendung

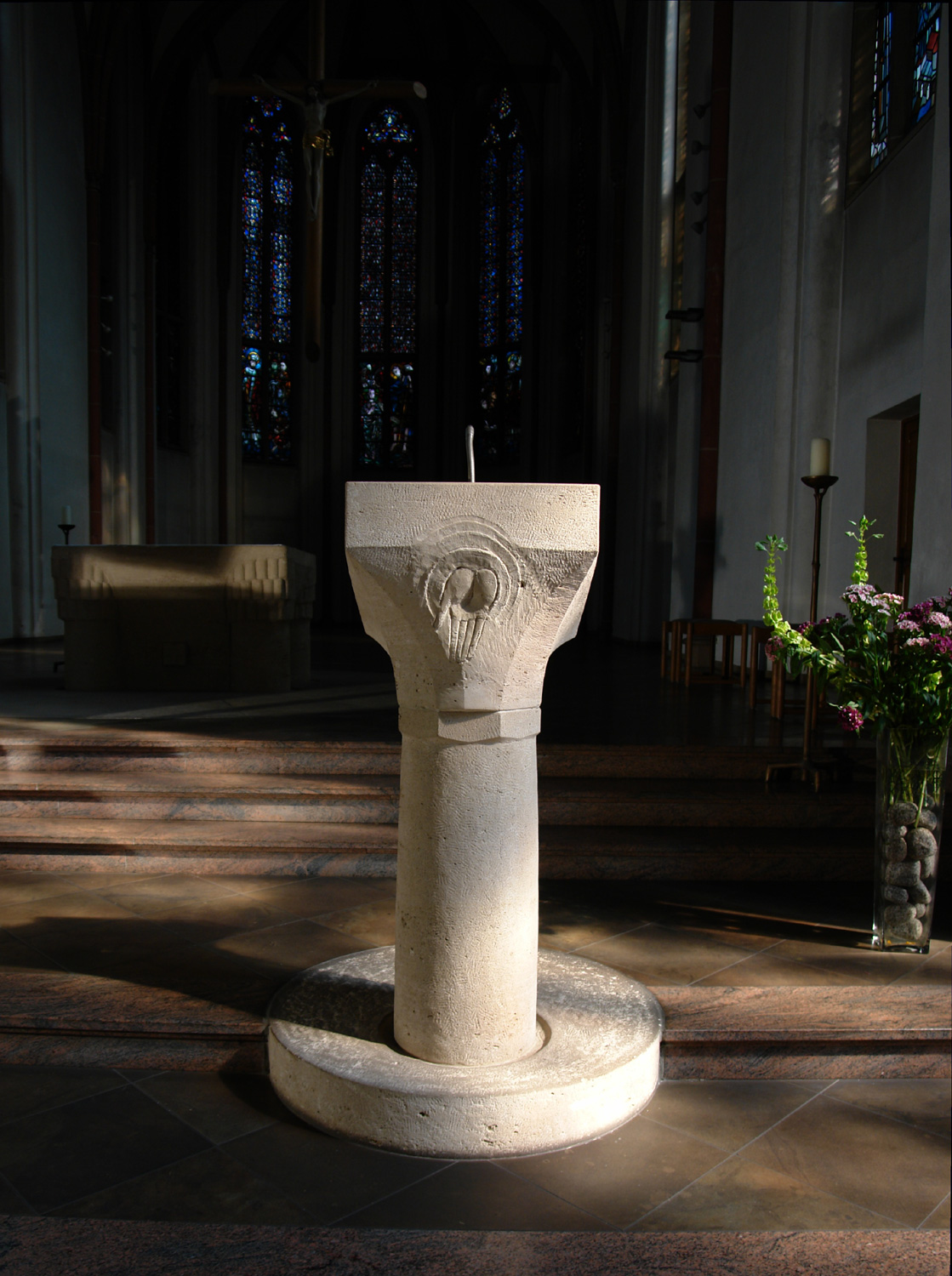
Ambo aus Savonnières in St. Johann, Bremen

Der Savonnières ist ein europaweit geschätzter Werkstein. Er eignet sich aufgrund seiner leichten Bearbeitbarkeit und Homogenität insbesondere zur Herstellung von Skulpturen. Untergeordnet findet der Kalkstein auch Verwendung in der Gießereitechnik. In Westeuropa wurden viele berühmte Bauwerke mit Savonnières errichtet bzw. mit Skulpturen aus diesem Kalkstein ausgestattet.

### Verwendungsbeispiele
- Alte Oper in Frankfurt am Main
- Ulmer Münster
- Aachener Dom, u. a. Oktogon, Chorhalle, Statuen der Anna-Kapelle
- Rathäuser in Brüssel, Leuven, Brügge und Louvin
- Hessisches Staatstheater Wiesbaden
- Schloss Belvedere in Wien
- Wiener Rathaus, Balustradenfiguren
- Kölner Dom, Figuren und Statuen
- Kopien der Kölner Ratsturmfiguren
- Neuer Brunnen in Mainz, Löwenfiguren
- Gare de l’Est in Paris
- Gare de Reims
- Notre-Dame-en-Vaux in Châlons-en-Champagne
- Liebfrauenkirche in Breda
- Schloss Wittenberg, Reformatoren-Statuen und Altar in der Schloßkirche Wittenberg